# Большая Наговицинская
Большая Наговицинская — деревня в Красноборском районе Архангельской области. Входит в состав Телеговского сельского поселения.

## География
Находится в юго-восточной части Архангельской области на расстоянии приблизительно 12 км на восток-юго-восток по прямой от административного центра района Красноборск на левобережье реки Северная Двина.

## История
Учтена уже только в 1939 в составе Телеговского сельсовета.

## Население
Численность населения: 10 человек (русские 100 %) в 2002 году, 2 в 2010.